# Maizilly
Maizilly é uma comuna francesa na região administrativa de Auvérnia-Ródano-Alpes, no departamento de Loire. Estende-se por uma área de 5,12 km². Em 2010 a comuna tinha 344 habitantes (densidade: 67,2 hab./km²).